# Отруйник (рід рослин)
Отруйник (Toxicodendron) — рід рослин родини фісташкоових (Anacardiaceae). Приблизно 30 видів поширені в розділеному ареалі; вони зустрічаються в помірних регіонах Північної півкулі, у Південно-Східній Азії та в Неотропіках. Усі види виробляють урушіоли, маслянисті речовини, які можуть викликати сильні алергічні реакції.

## Опис

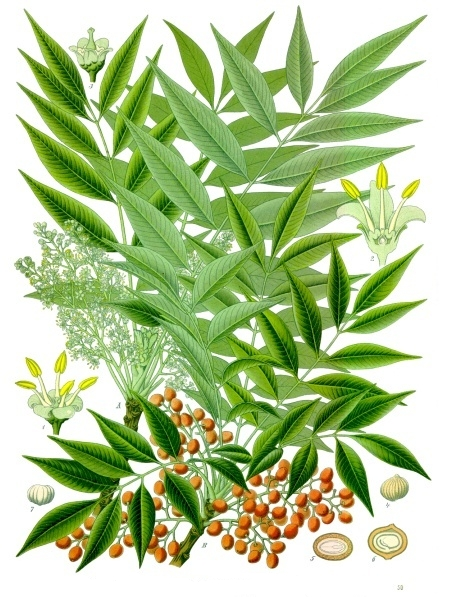
Ілюстрація з лікарських рослин Келера Toxicodendron succedaneum

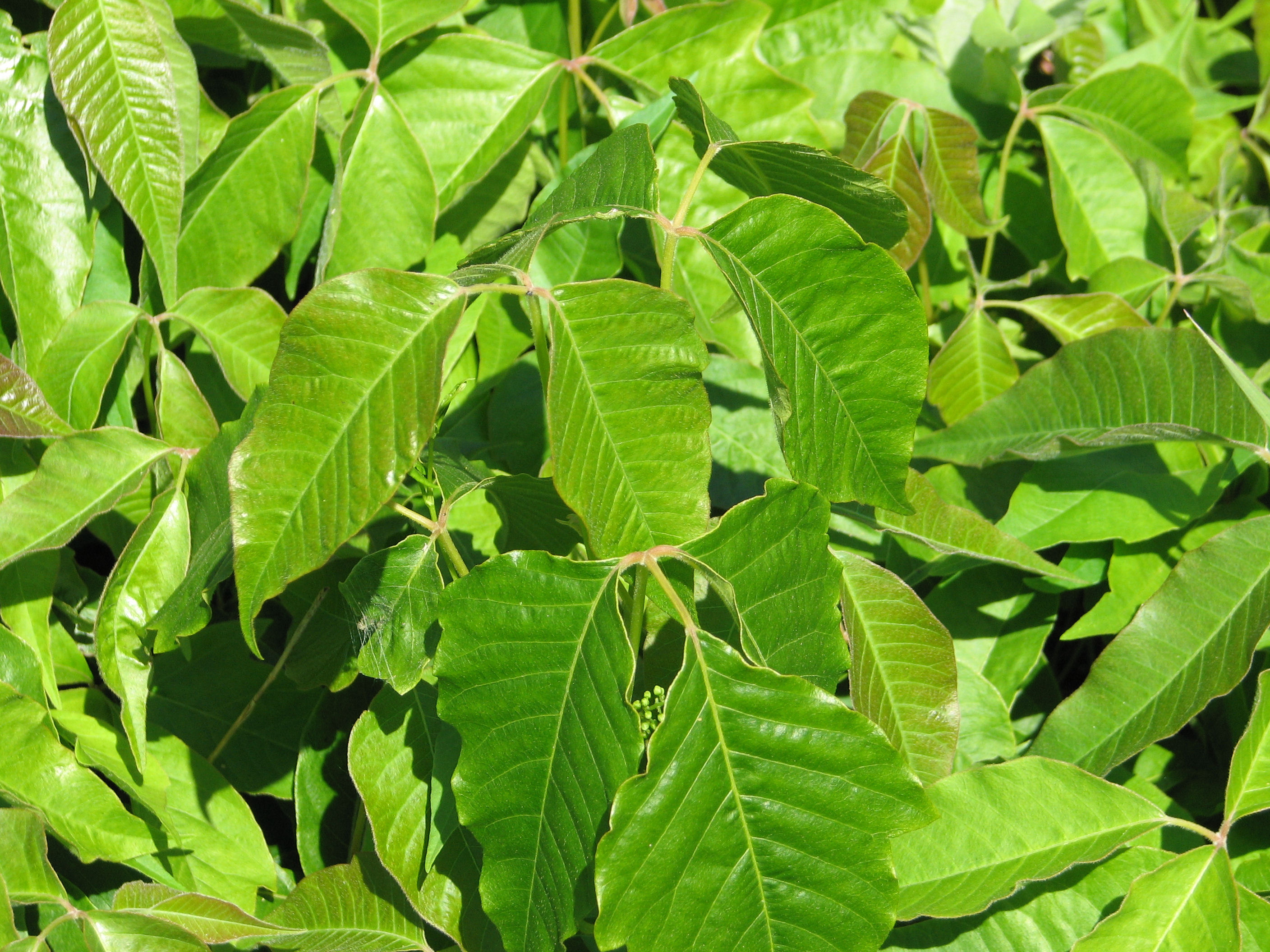
Листя отруйника укорінливого (Toxicodendron radicans)

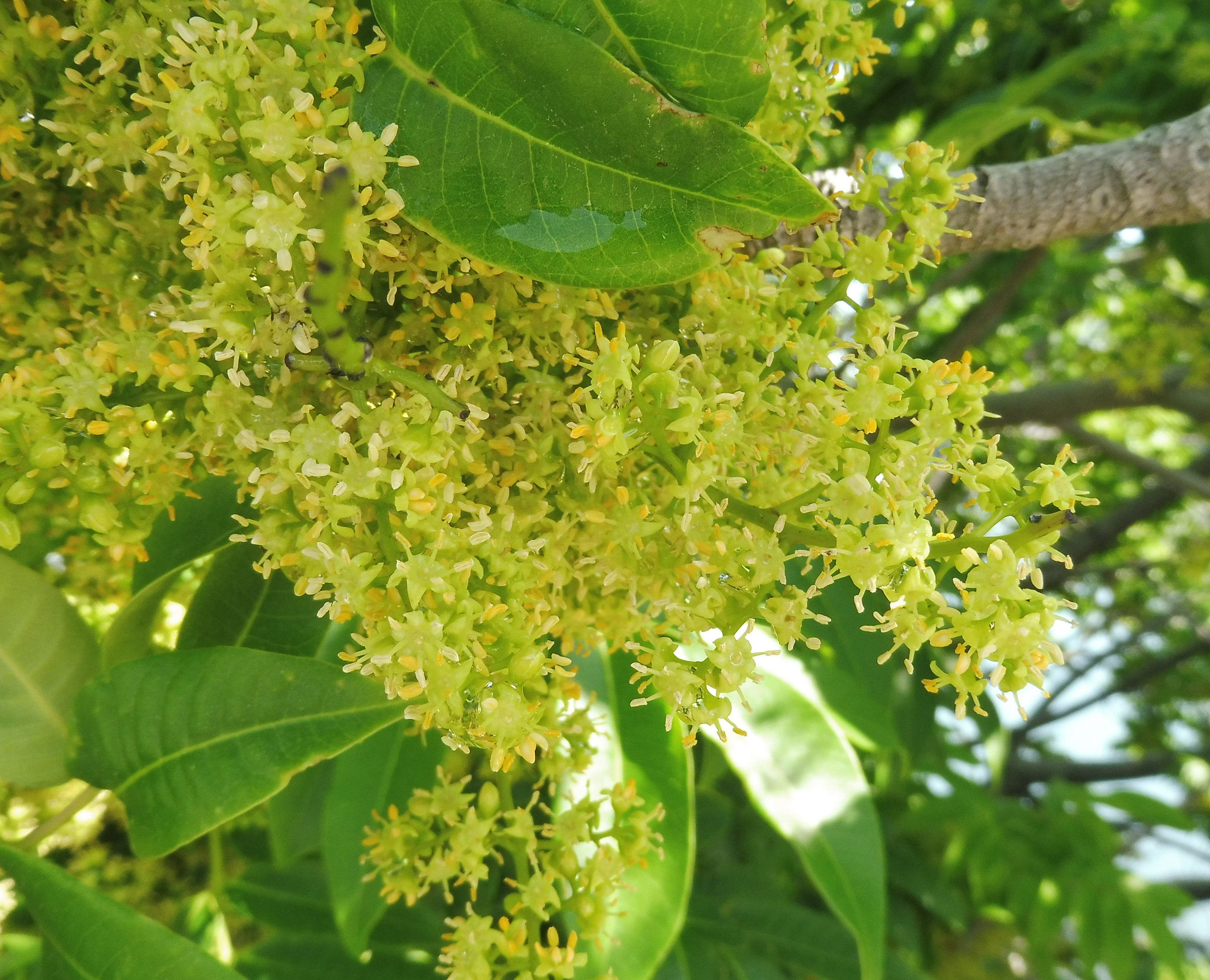
Суцвіття Toxicodendron succedaneum

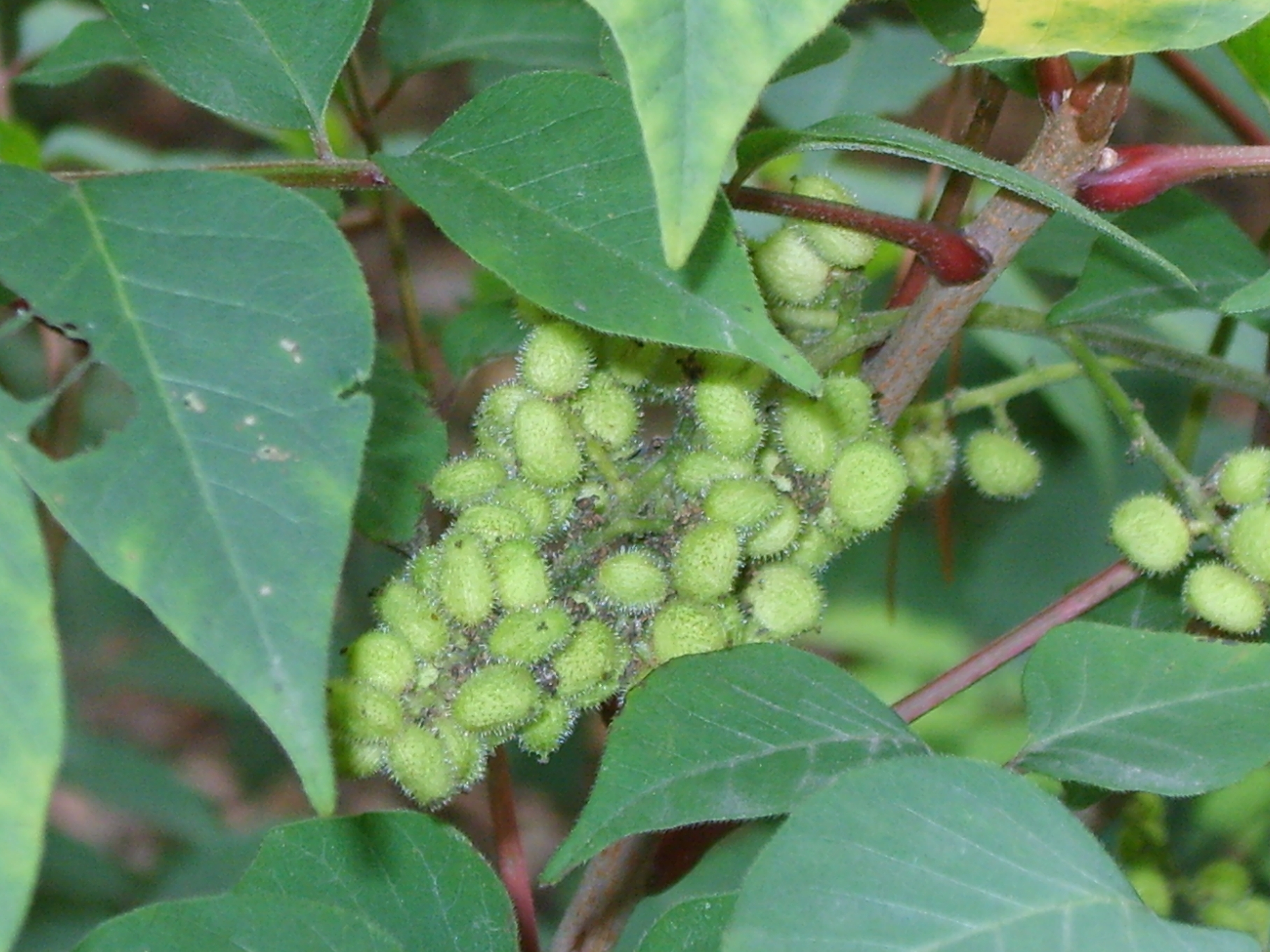
Toxicodendron trichocarpum з волосистими плодами.

### Вегетативні ознаки
Види роду Toxicodendron — це листопадні деревні рослини, що ростуть у вигляді чагарників, дерев або дерев'янистих ліан. Деякі види утворюють повзучі або висхідні пагони.
Листя почергове, листові пластинки на черешках. Непарноперисті листкові пластинки досить різноманітні у різних видів. Хоча листя отруйника укорінливого Toxicodendron radicans та Toxicodendron diversilobum має три листочки, іноді трапляється п'ять або навіть сім; у Toxicodendron vernix їх від 7 до 13, а у лакового дерева — від 7 до 19; також є види, у яких їх кількість зводиться до одного. Листочки можуть мати цілі, зубчасті або лопатеві краї; всі три форми також можуть зустрічатися на одній рослині.

### Генеративні ознаки
Бічні, гроноподібні або волотисті суцвіття часто звисають під час дозрівання плодів. Приквітки опадають рано.
Функціонально одностатеві або гермафродитні квіти радіально симетричні та п'ятипелюсткові з подвійною оцвітиною. Зав'язь однокамерна і містить лише один сім'язачаток. Стовпчиків три, вони часто зрослі при основі.
Кістянки майже кулясті або нерівносторонні, голі або ледь опушені, лише іноді грубо опушені, але ніколи не бувають залозисто-волосистими. Екзокарп тонкий, жовтий і залишається закритим або відкривається при дозріванні. Мезокарп білий та воскоподібний з коричневими поздовжніми смоляними протоками. Кістянки при дозріванні мають білуватий або сіруватий колір.

## Етимологія
Латинська назва роду Toxicodendron походить від грецьких термінів τοξικός — toxicos, що означає «отрута» і δένδρον — dendron, що означає «дерево».
Англійські загальновживані назви свідчать про схожість з іншими, неспорідненими видами рослин та про алергічну реакцію на урушіол. «Отруйний дуб» (Toxicodendron diversilobum, англ. Poison oak) не є дубом (Quercus, з родини букових), але отримав свою назву через схожість листя з листям білого дуба (Quercus alba). «Отруйний плющ» (Toxicodendron radicans, англ. poison ivy) не є плющем (Hedera, з родини аралієвих), але має дуже схожу форму росту. Насправді, рослини не містять жодної отрути (англ. poison), лише надзвичайно агресивний алерген.

## Систематика
Деякі автори вважали Toxicodendron підродом Toxicodendron роду Rhus . Пелл у 2004 році припустив, що це окремий рід та частина комплексу Rhus, і що в різні часи його вважали або окремим родом, або його частиною (підродом або секцією). Деякі автори стверджують, що Toxicodendron утворює окремий монофілетичний рід. Існують суперечки щодо точного зв'язку між групами комплексів Toxicodendron та Rhus. Потрібні подальші дослідження.
Приблизно 30 видів поширені в розділеному ареалі; вони зустрічаються в помірних регіонах Північної півкулі, у Південно-Східній Азії та в Неотропіках.
Станом на 2019 рік у роді Toxicodendron налічується близько 30 видів.
- Toxicodendron acuminatum (DC.) C.Y.Wu & T.L.Ming[4].
- Toxicodendron bimannii Barbhuiya
- Toxicodendron borneense (Stapf) Gillis
- Toxicodendron calcicola C.Y.Wu[4].
- Toxicodendron delavayi (Franchet) F.A.Barkley[4].
- Toxicodendron diversilobum (Torr. & A.Gray) Greene[7].
- Toxicodendron fulvum (Craib) C.Y.Wu & T.L.Ming[4].
- Toxicodendron grandiflorum C.Y.Wu & T.L.Ming[4].
- Toxicodendron griffithii (Hook. f.) Kuntze[4].
- Toxicodendron hirtellum C.Y.Wu[4].
- Toxicodendron hookeri (K.C.Sahni & Bahadur) C.Y.Wu & T.L.Ming.
- Toxicodendron khasianum (Hook. f.) Kuntze.
- Toxicodendron nodosum (Blume) Kuntze.
- Toxicodendron orientale Greene.
- Toxicodendron pubescens Mill.[7].
- Toxicodendron quinquefoliolatum Q.H.Chen.
- Toxicodendron radicans (L.) Kuntze[7].
- Toxicodendron rhetsoides (W.G.Craib) Tardieu.
- Toxicodendron rostratum T.L.Ming & Z.F.Chen[4].
- Toxicodendron rydbergii (Small ex Rydb.) Greene[7].
- Toxicodendron striatum (Ruiz & Pav.) Kuntze[7].
- Toxicodendron succedaneum (L.) Kuntze[4].
- Toxicodendron sylvestre (Siebold & Zucc.) Kuntze[4].
- Toxicodendron trichocarpum (Miq.) Kuntze[4].
- Toxicodendron vernicifluum (Stokes) F.A.Barkley[4].
- Toxicodendron vernix (L.) Kuntze[7].
- Toxicodendron wallichii (Hook. f.) Kuntze[4].
- Toxicodendron yunnanense C.Y.Wu: Es gibt zwei Varietäten:[4].
  - Toxicodendron yunnanense var. longipaniculatum C.Y.Wu & T.L.Ming[4].
  - Toxicodendron yunnanense C.Y.Wu var. yunnanense[4].

### Окремі посилання
1. ↑  Toxicodendron // Словник українських наукових і народних назв судинних рослин / Ю. Кобів. — Київ : Наукова думка, 2004. — 800 с. — (Словники України). — ISBN 966-00-0355-2.
2. 1 2 3  
Ze-Long Nie, Hang Sun, Ying Meng, Jun Wen: Phylogenetic analysis of Toxicodendron (Anacardiaceae) and its biogeographic implications on the evolution of north temperateand tropical intercontinental disjunctions. In: Journal of Systematics and Evolution, Volume 47, Issue 5, 2009, S. 416–430. doi:10.1111/j.1759-6831.2009.00045.x Volltext-PDF.
3. 1 2 3  
Ying Jiang, Min Gao, Ying Meng, Jun Wen, Xue-Jun Ge, Ze-Long Nie: The importance of the North Atlantic land bridges and eastern Asia in the post-Boreotropical biogeography of the Northern Hemisphere as revealed from the poison ivy genus (Toxicodendron, Anacardiaceae). In: Molecular Phylogenetics and Evolution, Volume 139, Oktober 2019, doi:10.1016/j.ympev.2019.106561.
4. 1 2 3 4 5 6 7 8 9 10 11 12 13 14 15 16 17 18 19  
Tianlu Min, Anders Barfod: Anacardiaceae. In: Wu Zheng-yi, Peter H. Raven, Deyuan Hong (Hrsg.): Flora of China. Volume 11: Oxalidaceae through Aceraceae. Science Press und Missouri Botanical Garden Press, Beijing und St. Louis 2008, ISBN 978-1-930723-73-3. Toxicodendron Miller, S. 348–352 - textgleich online wie gedrucktes Werk.
5. ↑  
D. Gledhill: The Names of Plants. 4 Auflage. Cambridge University Press, ISBN 978-0-521-86645-3, S. 382 (Отруйник (рід рослин) на «Google Books»).
6. ↑  
Susan Katherine Pell: Molecular Systematics of the Cashew Family (Anacardiaceae). - PhD dissertation bei der Louisiana State University, 18. Februar 2004. online.
7. 1 2 3 4 5 6  
Отруйник (рід рослин): інформація на сайті GRIN